# Yann Chaussinand
Yann Chaussinand, né le 11 mai 1998 à Clermont-Ferrand, est un athlète français pratiquant le lancer du marteau.

## Biographie
Il est le fils de David Chaussinand, également lanceur de marteau.

### Débuts compétitifs
Yann Chaussinand est médaillé d'or du lancer du marteau aux Championnats méditerranéens des moins de 23 ans 2018 à Jesolo.
Il termine troisième du concours de lancer du marteau de la Coupe d'Europe des lancers 2021 à Split,.
En 2022, il établit un record personnel à 77,34 mètres, loin des standards internationaux. Il ne se qualifie pas pour la finale des championnats d'Europe.
Il remporte le concours du lancer du marteau aux Championnats de France d'athlétisme 2023 à Albi avec une marque de 76,84 mètres, en l'absence de Quentin Bigot. Il termine à nouveau troisième de la Coupe d'Europe des lancers 2023.
En septembre 2023, il quitte son club et s'entraîne avec son père, David Chaussinand.

### Jeux olympiques de 2024
Le 29 janvier 2024, il bat son record personnel et dépasse d'un centimètre la distance fixée pour la qualification au lancer de marteau aux Jeux olympiques d'été de 2024.
Le 25 mai, au meeting de Nancy, il bat à nouveau son record personnel avec une distance de 79,88 mètres et dépasse le champion olympique en titre Wojciech Nowicki et le quintuple champion du monde Paweł Fajdek.
Aux Championnats d'Europe d'athlétisme 2024, il se qualifie pour la finale dès son premier jet et prend la cinquième place du lancer de marteau.

### Saison 2025
Le 1er février 2025, il améliore son record personnel et franchit la barre symbolique des 80 mètres avec une distance de 81,56 mètres à Saint-Denis, réalisant la meilleure performance mondiale de la saison (WL).
Le 24 mai, lors du meeting de Zagreb, il conforte sa position de meilleur performeur mondial de la saison en portant son record à 81,91 mètres, s'approchant à 47 centimètres du Record de France du lancer du marteau détenu par Gilles Dupray avec 82,38 mètres depuis 2000.

## Palmarès
| Date | Compétition                | Lieu    | Résultat | Marque  |
| ---- | -------------------------- | ------- | -------- | ------- |
| 2021 | Coupe d'Europe des lancers | Split   | 3e       | 74,54 m |
| 2022 | Coupe d'Europe des lancers | Leiria  | 7e       | 73,78 m |
| 2023 | Coupe d'Europe des lancers | Leiria  | 3e       | 73,25 m |
| 2024 | Championnats d'Europe      | Rome    | 5e       | 78,37 m |
| 2024 | Jeux olympiques            | Paris   | 8e       | 77,38 m |
| 2025 | Coupe d'Europe des lancers | Nicosie | 4e       | 77,16 m |

| Date | Compétition            | Lieu          | Résultat | Marque  |
| ---- | ---------------------- | ------------- | -------- | ------- |
| 2018 | Championnats de France | Albi          | 2e       | 67,46 m |
| 2019 | Championnats de France | Saint-Étienne | 2e       | 69,41 m |
| 2020 | Championnats de France | Albi          | 2e       | 73,61 m |
| 2021 | Championnats de France | Angers        | 2e       | 72,58 m |
| 2023 | Championnats de France | Albi          | 1er      | 76,84 m |
| 2024 | Championnats de France | Angers        | 1er      | 78,37 m |
| 2025 | Championnats de France | Talence       | 1er      | 77,50 m |

## Records

### Record personnel
| Épreuve           | Marque  | Lieu   | Date        |
| ----------------- | ------- | ------ | ----------- |
| Lancer du marteau | 81,91 m | Zagreb | 24 mai 2025 |

### Meilleures performances par année
| Année | Distance | Date              | Lieu              | Rang               |
| ----- | -------- | ----------------- | ----------------- | ------------------ |
| 2018  | 70,13 m  | 25 juillet 2018   | Castres           | 105                |
| 2019  | 72,25 m  | 26 juillet 2019   | Saint-Étienne     | 88                 |
| 2020  | 73,61 m  | 12 septembre 2020 | Albi              | 40                 |
| 2021  | 77,00 m  | 5 juin 2021       | Aubière           | 30                 |
| 2022  | 77,34 m  | 11 juin 2022      | Aubière           | 19                 |
| 2023  | 76,92 m  | 25 février 2023   | Salon-de-Provence | 19                 |
| 2024  | 79,88 m  | 25 mai 2024       | Tomblaine         | 8                  |
| 2025  | 81,91 m  | 24 mai 2025       | Zagreb            | 2 (au 31 mai 2025) |